# Liste der Baudenkmale in Hanshagen
In der Liste der Baudenkmale in Hanshagen sind alle denkmalgeschützten Bauten der Gemeinde Hanshagen (Mecklenburg-Vorpommern) und ihrer Ortsteile aufgelistet. Grundlage ist die Veröffentlichung der Denkmalliste des Landkreises Ostvorpommern mit dem Stand vom 30. Dezember 1996.

## Baudenkmale nach Ortsteilen

### Hanshagen
| ID | Lage                         | Bezeichnung                          | Beschreibung | Bild                                 |
| -- | ---------------------------- | ------------------------------------ | --- | ------------------------------------ |
|    | Alter Fliederberg 15 (Karte) | Wohnhaus und Stall                   | Eingeschossiges Wohnhaus aus Fachwerk mit reetgedecktem Krüppelwalmdach                                           | Wohnhaus und Stall                   |
|    | Alter Fliederberg 16 (Karte) | Stall                                | Eingeschossiges Stallgebäude aus Fachwerk mit reetgedecktem Dach                                                  | Stall                                |
|    |                              | Forsthof mit Stall und Scheune       | | Forsthof mit Stall und Scheune       |
|    | Gang 6 (Karte)               | Scheune                              | | Scheune                              |
|    | (Karte)                      | Kirche                               | Gotisches Kirchengebäude aus dem 13. Jahrhundert mit einem Altar aus dem Jahr 1798 von Johann Gottfried Quistorp. | Kirche                               |
|    | Untere Bachstraße 2 (Karte)  | Stall                                | |                                      |
|    | (Karte)                      | Wassermühle mit Wohnhaus und Scheune | Ziegelfachwerkbau auf Feldsteinsockel mit Krüppelwalmdach aus dem 18. Jahrhundert.                                | Wassermühle mit Wohnhaus und Scheune |

## Quelle
- Bericht über die Erstellung der Denkmallisten sowie über die Verwaltungspraxis bei der Benachrichtigung der Eigentümer und Gemeinden sowie über die Handhabung von Änderungswünschen (Stand: Juni 1997; PDF, 934 kB)

- Karte mit allen Koordinaten:
- OSM |
- WikiMap